# 常住人口
常住人口是人口統計中的一個名詞。指實際居住在某地區滿特定時間（例如在中國的統計中是以半年，在日本則一般是3個月）的人口總數。與戶籍人口不同之處在於，計算常住人口時，要將戶籍人口扣除流出去該地區達某特定時間以上（例如半年）的流動人口，再加上流入當地已經過特定時間（例如半年以上）的流動人口。

## 中国大陆
中华人民共和国大陆地区的人口统计经常采用“常住人口”的口径，例如第六次全国人口普查的常住人口定义是：
1. 居住在本乡镇街道，而且户口在本乡镇街道的人；
2. 居住在本乡镇街道，而且户口待定的人；
3. 居住在本乡镇街道，而且离开户口登记地所在乡镇街道半年以上的人；
4. 户口在本乡镇街道，而且外出（离开本乡镇街道）不满半年的人；
5. 户口在本乡镇街道，而且在境外工作或学习的人。

中国大陆的常住人口用于人均生产总值的计算上。2003年，国家统计局要求从2004年1月1日起，各地区要统一用常住人口计算人均生产总值，取代之前用户籍人口计算的方法。